# Supreme Ruler 1936
Supreme Ruler 1936 (рус. Верховный Правитель 1936) — глобальная  военная  стратегическая компьютерная игра, разработанная BattleGoat Studios. Действие в игре происходит во время  Второй мировой войны. Впервые было объявлено о разработке игры в марте 2013 года, а выход состоялся 9 мая 2014 года.
Supreme Ruler 1936 является продолжением Supreme Ruler: Cold War.

## Игровой процесс
В Supreme Ruler 1936 игроки выступают на стороне одной из стран, участвующих в Второй мировой войне.
Supreme Ruler 1936 является стратегией в реальном времени, но одновременно с этим у игроки  могут приостановить игру или изменить её скорость. Военный элемент игры разыгрывается через отряды батальонного размера, представленные в виде юнитов на игровой карте, которым можно отдавать приказы по отдельности или группировать. Имеется возможность передавать контроль управления отдельных юнитов искусственному интеллекту компьютера.
Игрок может также использовать кабинет министров для оказания помощи в работе своих регионов, используя систему приоритетов министра и систему оповещений.
Основное внимание в игре уделяется четырём кампаниям, каждая из которых проходит для стран Германии, Японии, Италии и Великобритании соответственно. Сценарии изображают ключевые моменты войны, такие как операция «Барбаросса», и даже альтернативные сценарии истории, такие как операция «Морской лев».
Многопользовательская игра доступна в локальной сети или в интернете до 16 игроков.

## Критика
| Иноязычные издания | Иноязычные издания |
| Издание            | Оценка             |
| ------------------ | ------------------ |
| Armchair General   | 85 %               |
| Digitally          | [ 2 ]              |
| Game Industry News | [ 3 ]              |